# 정보 정책
정보 정책(Information policy)은 정보를 공유, 전파, 획득, 표준화, 분류, 목록화하기 위한 조직의 규칙을 명시한다. 정보정책은 사용자들과 조직의 정보 공유, 정보의 분배, 정보의 업데이트와 유지에 관한 구체적인 절차와 행동을 보여 준다.

## 같이 보기
- 지식 정책